# Unione di Grodno
Il Patto di Grodno o Unione di Grodno del 1432 fu uno degli atti dell'Unione Polacco-Lituana. Fu approvata a Hrodna per rinforzare l'unione tra i due stati, che si era gradualmente evoluta verso un'unione personale. Nonostante le dichiarazioni, il declino dei legami tra il Regno di Polonia e il Granducato di Lituania continuò e le relazioni si ruppero tra il 1440 e il 1447. Nel 1447 l'unione fu di nuovo reintrodotta come unione personale che durò fino al 1492.